# Franz Hanfstaengl
Franz Seraph Hanfstaengl (Baiernrain, a prop de Bad Tölz, 1 de març de 1804 - Múnic, 18 d'abril de 1877) va ser un pintor i litógraf alemany. Es va convertir en fotògraf de la cort de Baviera.
Hanfstaengl va néixer en una família de camperols. Per recomanació dels mestres del llogaret on vivia en 1816 es va anar a Múnic per estudiar dibuix amb Hermann Josef Mitterer. Allí va estudiar des de 1819 fins a 1825 en l'Acadèmia de Belles Arts de Múnic i es va graduar com litógraf i mantingué contacte amb Aloys Senefelder. Com a litógráf de la societat a Múnic, Hanfstaengl es va fer molt popular. En 1833 va crear el seu propi taller de litografia a Múnic, que va dirigir fins a 1868 i al que més tard va afegir un editor d'art i un estudi de fotografia (1853).
Des de 1835 fins a 1852 Hanfstaengl va produir prop de 200 reproduccions litogràfiques de les obres mestres de la Galeria d'Art de Dresden i les va publicar en una carpeta. Més tard es va convertir en el fotògraf de la casa real i va fer retrats de personatges famosos, entre ells el jove rei Luis II de Baviera, Otto von Bismarck i l'emperadriu Isabel d'Àustria.
Va influir en el seu cunyat, el metge, inventor i polític austríac Norbert Pfretzschner per desenvolupar una emulsió de placa fotogràfica en sec en 1866. Va ser el pare d'Edgar Hanfstaengl i avi de Ernst Hanfstaengl.

## Galeria

Fotografies
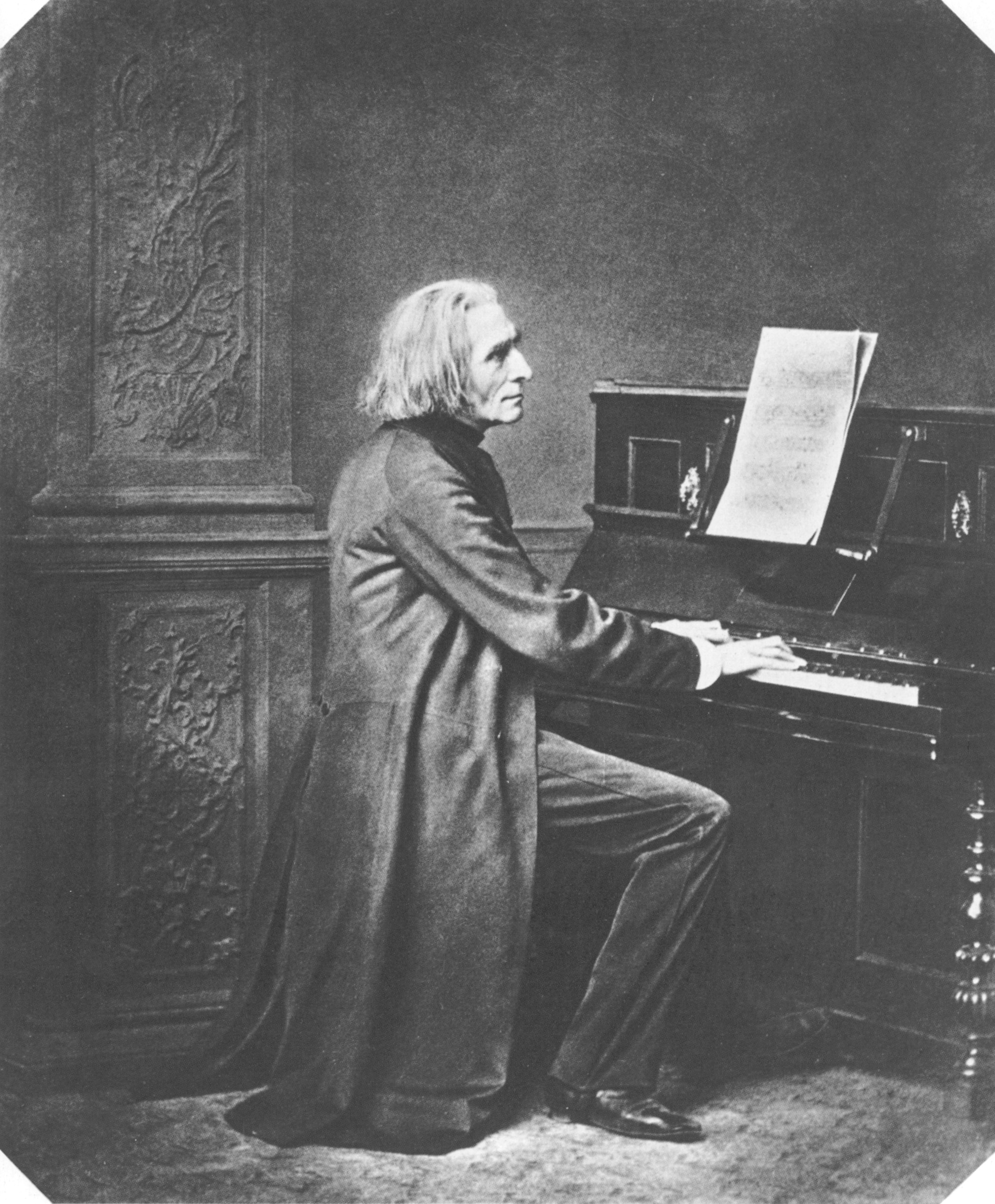
Franz Liszt
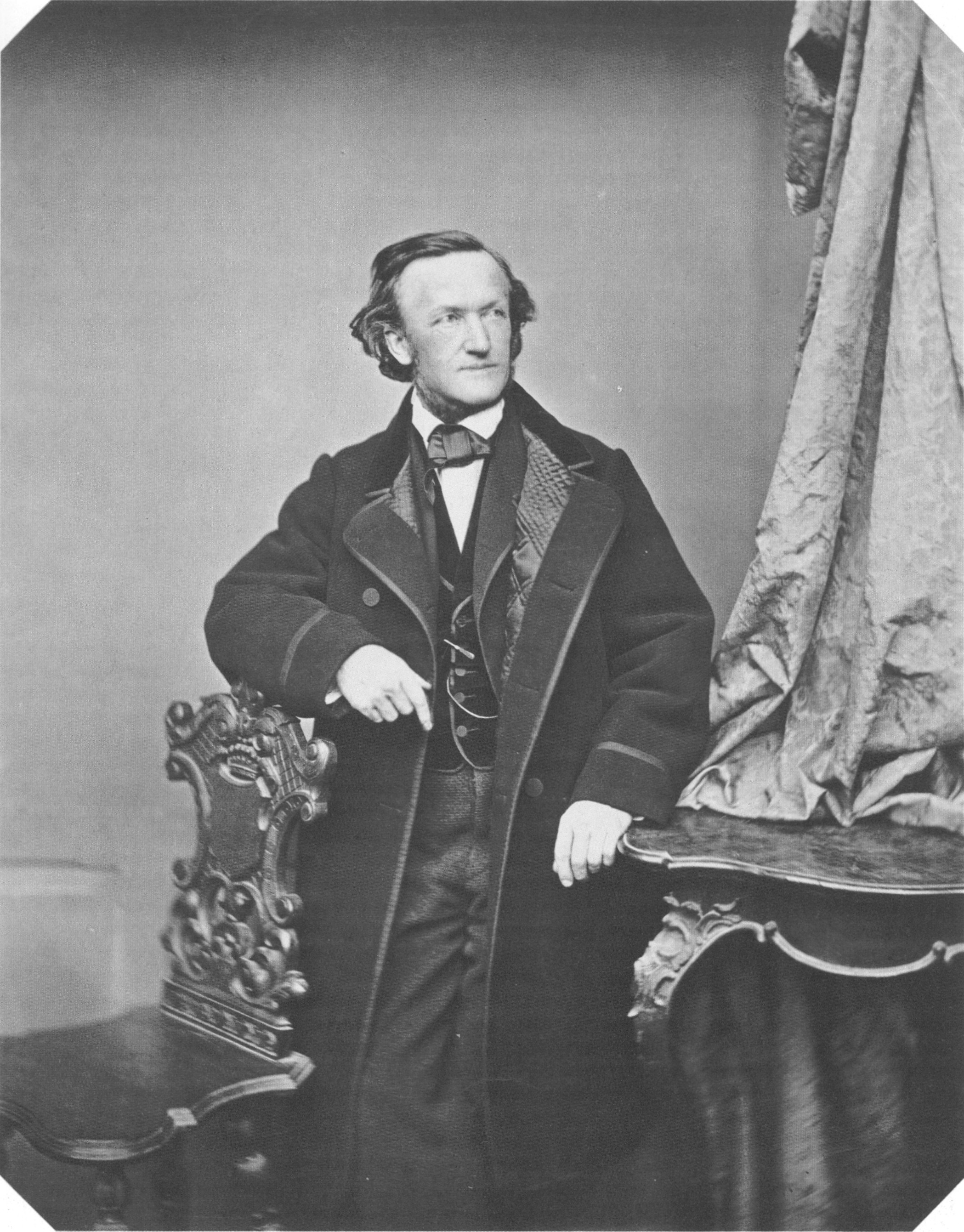
Richard Wagner
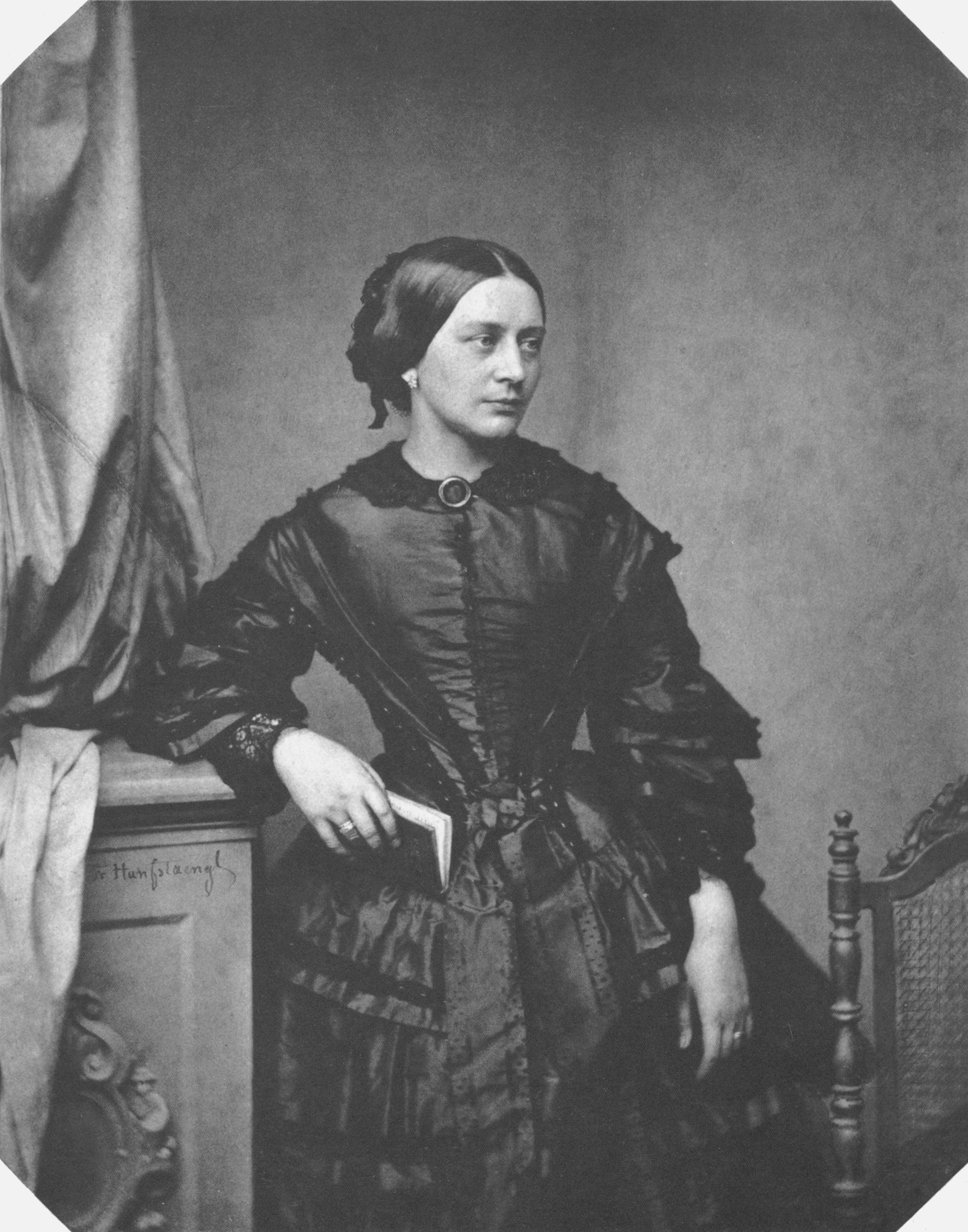
Clara Schumann
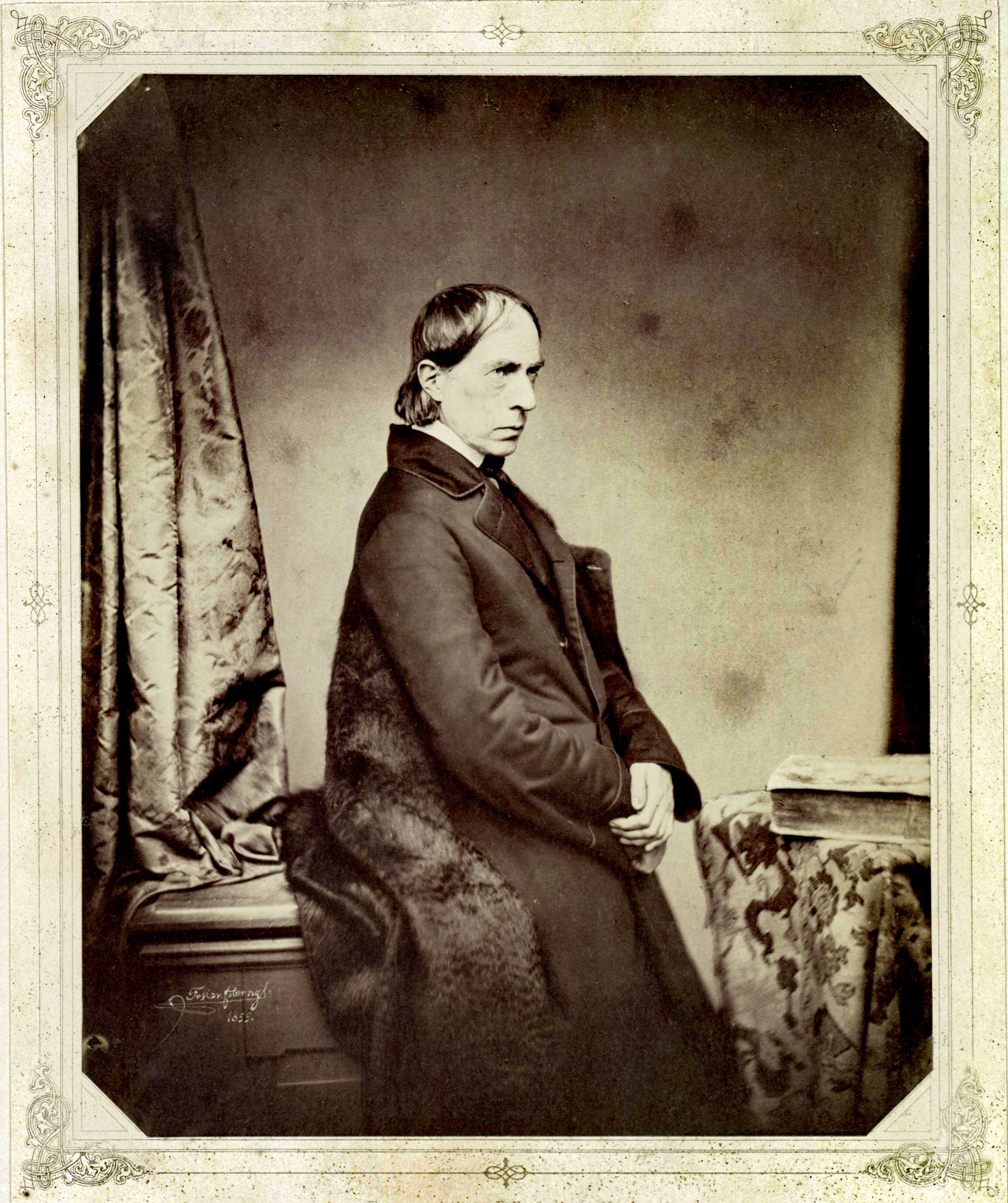
Friedrich Overbeck